# Aron Gunnarsson
Pour les articles homonymes, voir Gunnarsson.
Aron Einar Gunnarsson (né le 22 avril 1989) est un footballeur international islandais qui évolue à Al-Gharafa et est le capitaine de l'équipe nationale islandaise. Il joue en tant que milieu de terrain central, généralement dans un rôle défensif.

## Carrière

### Carrière en club

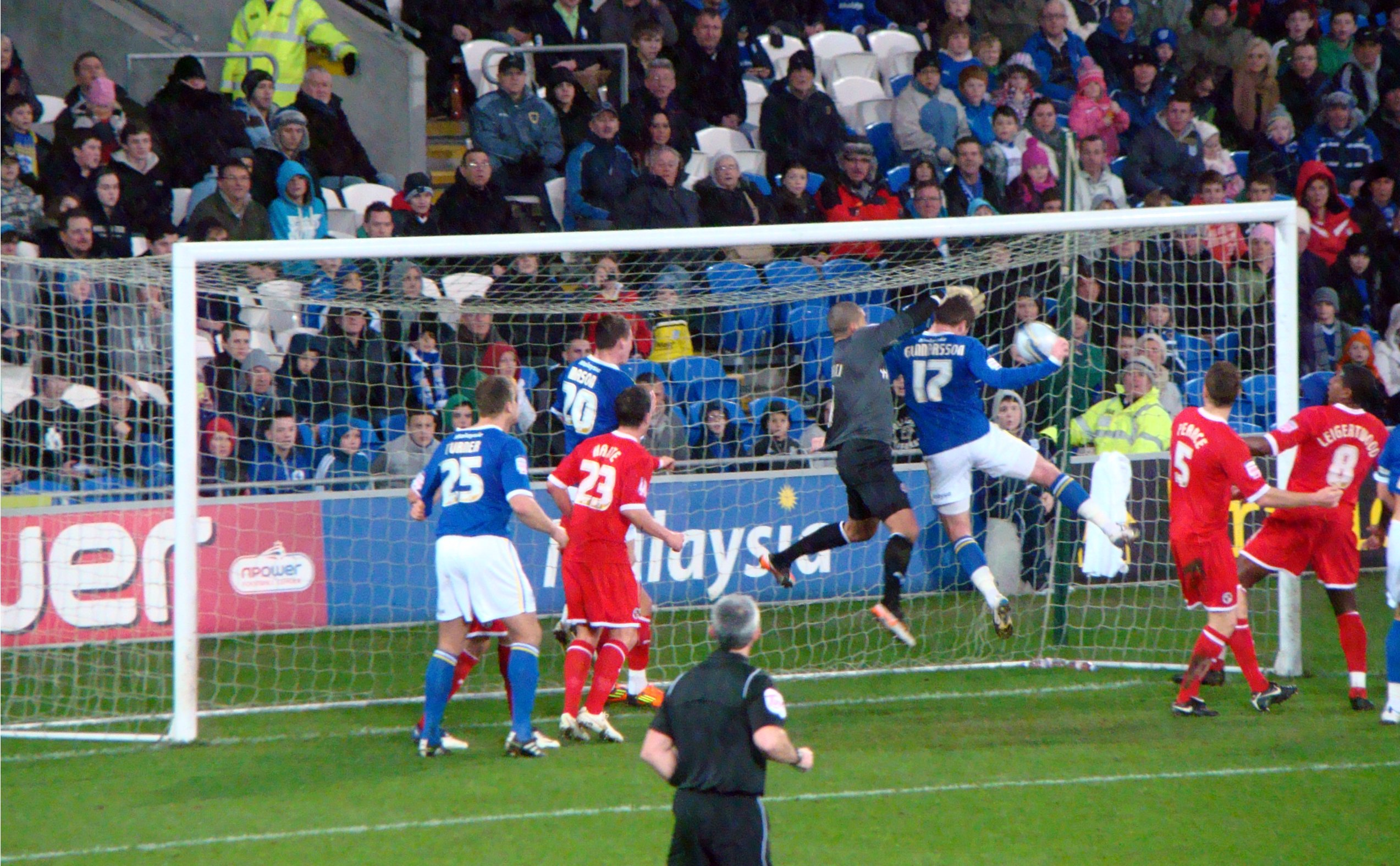
Aron Gunnarsson inscrit un but contre Reading en janvier 2012.

Aron Gunnarsson commence sa carrière au Þór Akureyri en Islande avant de venir aux Pays-Bas, à l'AZ Alkmaar, en 2006. Il n'y fait qu'une apparition lors de la saison 2007-2008. Il est recruté par Coventry City en juin 2008. Il a alors 19 ans.
Le 9 juillet 2011, il est transféré à Cardiff City. Il joue son premier match officiel sous ses nouvelles couleurs le 7 août 2011 à l'occasion de la rencontre West Ham-Cardiff City (victoire de Cardiff City 0-1). Régulièrement aligné dans l'équipe type, il connaît néanmoins plusieurs blessures au cours de la saison, bien qu'aucune ne le tienne longtemps éloigné du terrain.
Le 26 février 2012, il prend part à la finale de coupe de la Ligue anglaise, qui oppose Cardiff City à Liverpool au stade de Wembley devant près de 90 000 spectateurs, match que remporte Liverpool aux tirs au but. À la 118e minute de la rencontre, il délivre une passe décisive à Ben Turner qui égalise (2-2) pour Cardiff et mène l'équipe jusqu'à l'épreuve des tirs au but. Il termine finalement sa première saison à Cardiff City en ayant été un titulaire régulier et en totalisant 50 matchs joués.

### Carrière internationale
Aron Gunnarsson a fait ses débuts internationaux pour l'Islande lors d'un match amical perdu 2-0 face à la Biélorussie le 2 février 2008, soit huit jours avant qu'il n'ait fait son premier match pour son club de l'AZ Alkmaar.
Alors qu'il avait déjà évolué avec l'équipe A d'Islande, Gunnarsson est sélectionné par Eyjólfur Sverrisson en équipe d'Islande des moins de 21 ans pour le Championnat d'Europe de football espoirs en 2011. Grâce à une victoire face à l'Allemagne, l'Islande atteint les barrages, où elle affronte l'Écosse. L'Islande espoirs se qualifie pour la première fois de son histoire à l'Euro des moins de 21 ans grâce à un doublé de Gylfi Sigurðsson en barrages. Cependant, Gunnarsson prend un carton rouge dès le premier match et ses coéquipiers ne passent pas le premier tour. Le match final face au Danemark sera le dernier match de Gunnarsson en équipe espoir.
Gunnarsson rejoint ensuite à nouveau l'équipe nationale, dont il porte le brassard de capitaine à l'occasion d'un match opposant sa sélection à l'équipe de France le 27 mai 2012. Lors de ce match, les Islandais mènent 0-2 contre la France mais concèdent finalement une défaite (3-2).
Gunnarsonn marquera son premier but avec l'Islande le 10 octobre 2014 face à la Lettonie (3-0) lors des qualifications pour l'Euro 2016 .
L'Islande arrivera deuxième du groupe A lors des qualifications, ce qui lui assurera directement une place à l'Euro sans devoir passer par les barrages. Gunnarsson est par la suite sélectionné par l'entraineur Lars Lagerbäck pour faire partie des 23 joueurs participant à l'Euro 2016. L'aventure s'arrêtera en quart de finale lorsque l'Islande perd contre l'équipe de France, pays hôte de la compétition (2-5)
Il fait partie de la liste des 23 joueurs islandais sélectionnés pour disputer la Coupe du monde de 2018 en Russie. Il y jouera les trois matchs de poules face à l'Argentine, le Nigeria et la Croatie en tant que capitaine. Les Islandais sont éliminés dès la phase de groupes.

## Palmarès
Cardiff City
- Coupe de la Ligue : finaliste (1)
  - 2011-2012
- EFL Championship : vice-champion (1)
  - 2017-2018

## Statistiques détaillées

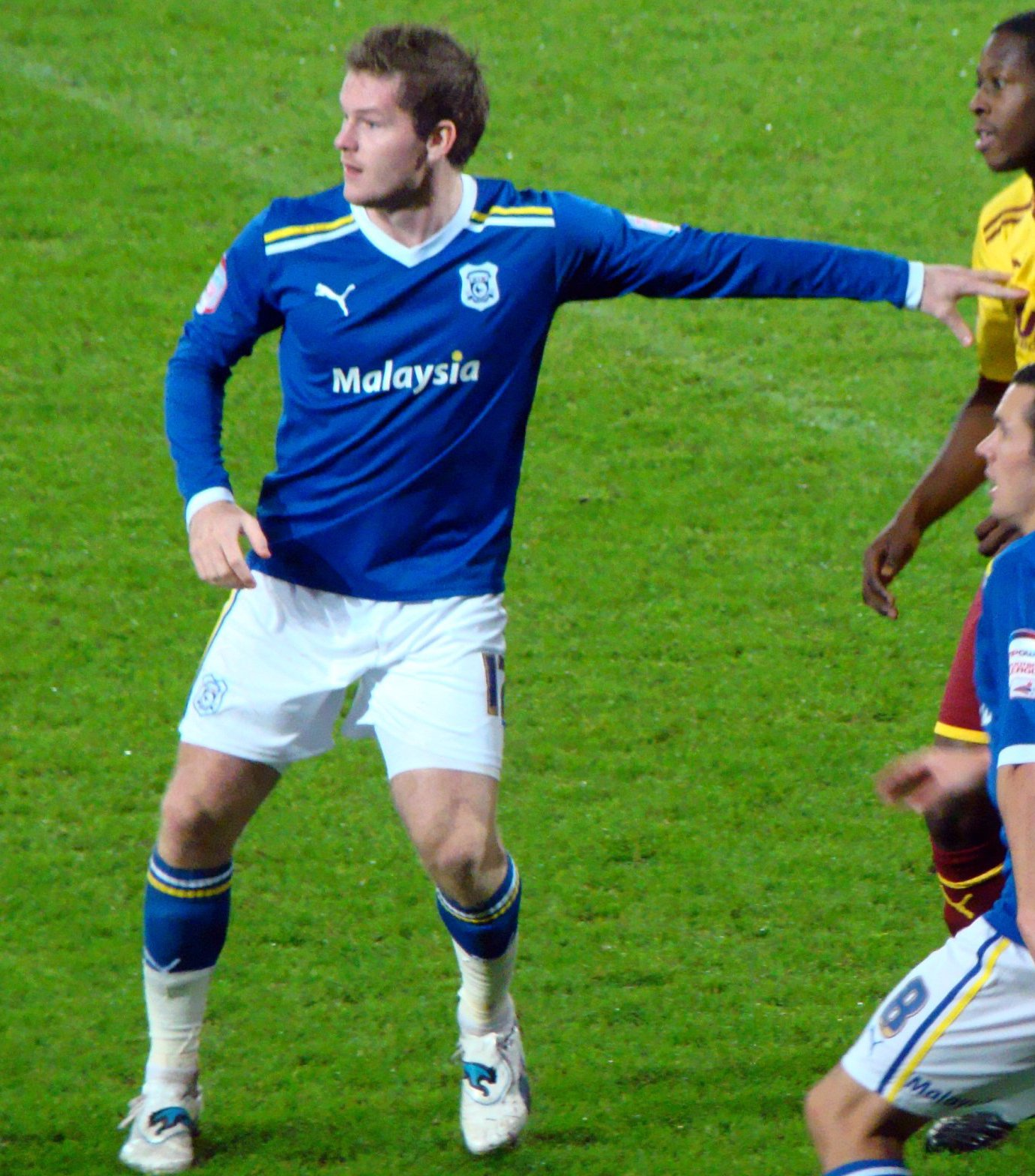
Gunnarson jouant un match pour Cardiff City.

| Saison                | Club                  | Championnat           | Championnat | Championnat | Coupe(s) nationale(s) | Coupe(s) nationale(s) | Islande | Islande | Total | Total |
| Saison                | Club                  | Division              | M.          | B.          | M.                    | B.                    | M.      | B.      | M.    | B.    |
| 2007 - 2008           | AZ Alkmaar            | Eredivisie            | 1           | 0           | 0                     | 0                     | 4       | 0       | 5     | 0     |
| Sous-total            | Sous-total            | Sous-total            | 1           | 0           | 0                     | 0                     | 4       | 0       | 5     | 0     |
| 2008 - 2009           | Coventry City         | Championship          | 40          | 1           | 7                     | 1                     | 8       | 0       | 55    | 2     |
| 2009 - 2010           | Coventry City         | Championship          | 40          | 1           | 2                     | 0                     | 5       | 0       | 47    | 1     |
| 2010 - 2011           | Coventry City         | Championship          | 43          | 4           | 2                     | 0                     | 6       | 0       | 51    | 4     |
| Sous-total            | Sous-total            | Sous-total            | 123         | 6           | 11                    | 1                     | 19      | 0       | 153   | 7     |
| 2011 - 2012           | Cardiff City          | Championship          | 42          | 5           | 8                     | 0                     | 5       | 0       | 55    | 5     |
| 2012 - 2013           | Cardiff City          | Championship          | 45          | 8           | -                     | -                     | 7       | 0       | 52    | 8     |
| 2013 - 2014           | Cardiff City          | Premier League        | 23          | 1           | 2                     | 0                     | 9       | 0       | 34    | 1     |
| 2014 - 2015           | Cardiff City          | Championship          | 45          | 4           | 3                     | 0                     | 7       | 2       | 55    | 6     |
| 2015 - 2016           | Cardiff City          | Championship          | 28          | 2           | 1                     | 0                     | 10      | 0       | 39    | 2     |
| 2016 - 2017           | Cardiff City          | Championship          | 40          | 3           | 1                     | 0                     | 10      | 0       | 51    | 3     |
| 2017 - 2018           | Cardiff City          | Championship          | 20          | 1           | 0                     | 0                     | 8       | 0       | 28    | 1     |
| Sous-total            | Sous-total            | Sous-total            | 243         | 24          | 15                    | 0                     | 56      | 2       | 314   | 26    |
| Total sur la carrière | Total sur la carrière | Total sur la carrière | 367         | 30          | 26                    | 1                     | 79      | 2       | 472   | 33    |